# Basilio Ndong
Basilio Ndong (Mbini, 17 januari 1999) is een Equatoriaal-Guinees voetballer die onder contract ligt bij IK Start.

## Clubcarrière
Ndong werd in 2018 door de Macedonische eersteklasser KF Shkupi weggeplukt bij de Cano Sport Academy. Hij speelde er op twee jaar tijd 44 competitiewedstrijden in de Prva Liga. In februari 2020 maakte hij de overstap naar de Belgische tweedeklasser KVC Westerlo. Volgens toenmalig Westerlo-trainer Bob Peeters stond Ndong al sinds 2018 op de radar van de Kemphanen.
Op de openingsspeeldag van het seizoen 2020/21 kreeg Ndong een basisplaats tegen Lierse Kempenzonen, een wedstrijd die op 0-0 eindigde. Voor zijn tweede wedstrijd moest hij wachten op de dertiende speeldag: toen mocht hij de volledige wedstrijd spelen tegen Lommel SK. Ondanks zijn geringe speeltijd in de benen speelde hij een verdienstelijke wedstrijd tegen de Lommelaars. Trainer Bob Peeters liet hem in de twee daaropvolgende twee competitiespeeldagen, tegen respectievelijk Club NXT en Union Sint-Gillis, in de basis staan.
Na de 2-1-nederlaag tegen Union, op de laatste speeldag voor de winterstop, verdween hij stilaan uit beeld bij Westerlo. Voor de eerste wedstrijd van het kalenderjaar 2021, tegen RFC Seraing, haalde hij de wedstrijdselectie niet omdat hij wegens enkele geannuleerde vluchten laat terugkeerde uit Equatoriaal-Guinea en daardoor pas een dag vóór de wedstrijd voor het eerst meetrainde. De bekerwedstrijd tegen Sporting Charleroi (1-0-verlies) op 3 februari 2021, waarin hij de volledige wedstrijd op het veld stond, was uiteindelijk zijn laatste wapenfeit voor Westerlo.
Op 31 augustus 2021 meldde Westerlo dat Ndong op uitleenbasis naar de Noorse tweedeklasser IK Start vertrok. In november 2021 kondigde IK Start aan dat Ndong op definitieve basis de overstap maakte naar Noorwegen.

## Interlandcarrière
Ndong maakte op 4 september 2016 zijn interlanddebuut voor Equatoriaal-Guinea in een Afrika Cup-kwalificatiewedstrijd tegen Zuid-Soedan (4-0-winst). Twee jaar later nam hij met zijn land deel aan de African Championship of Nations 2018. Hij speelde er mee in alle drie de groepswedstrijden. Ook op de Afrika Cup 2021, waar Equatoriaal-Guinea de kwartfinale haalde, miste Ndong geen enkele wedstrijd.